# Windorp
Windorp (dodatkowa nazwa w j. kaszub. Windorp, niem. Windorp, dawniej Winkidorp, Winkendorf) – wieś kaszubska w Polsce położona w województwie pomorskim, w powiecie chojnickim, w gminie Brusy na północnym skraju Zaborskiego Parku Krajobrazowego i nad wschodnim brzegiem jeziora Kruszyńskiego. Wieś jest częścią składową sołectwa Przymuszewo.
W latach 1975–1998 miejscowość administracyjnie należała do województwa bydgoskiego.

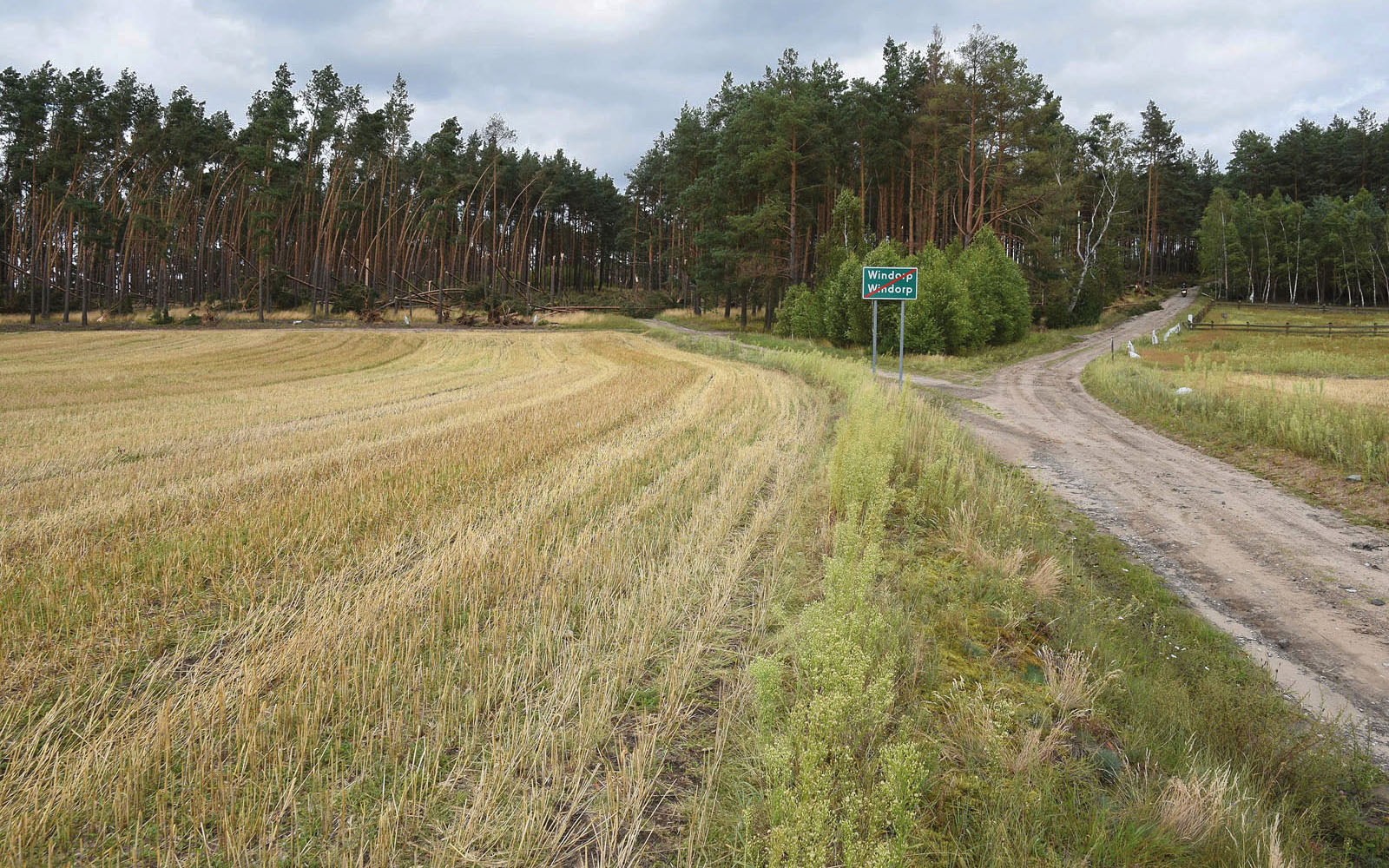
Windorp